# ريان تراوت
ريان تراوت (بالإنجليزية: Ryan Trout)‏ هو لاعب كرة قدم أمريكي في مركز الوسط، ولد في 9 نوفمبر 1978 في هاريسبرج في الولايات المتحدة. شارك مع منتخب الولايات المتحدة تحت 17 سنة لكرة القدم. أما مع النوادي، فقد لعب مع تشارلستون بيتري وفانكوفر وايتكابس.

## وصلات خارجية
- ريان تراوت على موقع الاتحاد الدولي (مؤرشف)  (الإنجليزية)
- ريان تراوت على موقع قاعدة بيانات كرة القدم.إي يو (الإنجليزية)